# Hypercompe sennettii
Hypercompe sennettii là một loài bướm đêm thuộc phân họ Arctiinae, họ Erebidae.